# シンクジアース
シンクジアース(Think the Earth)は、日本の一般社団法人。
クリエイティブやコミュニケーションの力で環境や社会問題への無関心を減らし、少しでも多くの人が地球の事を考え、行動するためのきっかけを作り続けているNPO。これまで『1秒の世界』『気候変動＋2℃』『いきものがたり　—生物多様性11の話』（ダイヤモンド社）などを出版し、全国の小・中・高等学校に寄贈するプロジェクトを実施。書籍だけでなく、「みずのがっこう」「宙（ルビ：そら）のがっこう」などユニークな学びの場も実施している。

## ミッション
持続可能な社会の実現に向け、 環境問題や社会問題への無関心を減らし、 Think the Earthする人（＝地球的視野で考え行動する人）や企業を 世界中に育て、増やしていくこと。
1. エコロジーとエコノミーの共存を目指す 　事業活動を通じた社会貢献を、企業やNPOとともに
2. クリエイティブに発信。想像力に働きかける 　頭だけでなく、こころやからだで感じ、考えるアプローチ
3. 中間支援型のNPOとして人と社会をつなぐ 　企業やNPO、教育・研究機関などとのコラボレーション
4. 広報・普及啓発・教育（CEPA）活動 　出版活動、メディアとの連携、研修／ワークショップ等

## 設立以来の主な活動実績
1994年　宇宙からの眼差しで地球を感じるツールとしてアースウォッチを企画
1998年　セイコーインスツル（株）との共同プロジェクトとしてアナログ版の量産モデル　wn-1の開発に着手
2000年　SPACEPORT設立　　Think the Earthプロジェクトウェブサイト公開
2001年　Think the Earthプロジェクト正式発足　　発足発表会（東京・ロンドン）
　　　　  同時に地球時計wn-1を発表／バーゼルフェア出展　ウェブコミュニティ「Think Daily」スタート
2002年　写真集『百年の愚行』発売　　ピースボール・キャンペーン実施
2003年　ビジュアルブック『１秒の世界』
2004年　ウォータープラネット・キャンペーン開始　ビジュアルブック『世界を変えるお金の使い方』発行　　au版live-earth開発
2005年　暦絵本『えこよみ』発行　au版live-earth公開　愛・地球博出展
2006年　ソーシャル・デザイン・マーケット　オープン　ビジュアルブック『気候変動＋２℃』発行
　　　　「１秒の世界」テレビ番組化→超地球ミステリー特別企画「1秒の世界」
2007年　ビジュアルブック『いきものがたり』　暦絵本『えこよみ 07-08』発行　アースコミュニケーター制度スタート　「世界を変えるお金の使い方」テレビ番組化　朝日新聞「サステナブルジャパン2007」共催
2008年　ビジュアルブック『みずものがたり』発行　書籍『地球リポート』発行
　　　　  朝日新聞「サステナブルジャパン2008」企画協力　ビジュアルブック『１秒の世界（2）』発行
1. 2009年　暦絵本『えこよみ3』　ビジュアルブック『たべものがたり』発行

　　　　  みずのがっこう　スタート
2010年　デジタルプラネタリウムプロジェクト「いきものがたり」「たべものがたり」制作
2011年　10周年イベント「EARTHLING2011 地球人大演説会」　東日本大震災Think the Earth基金設立
2012年　忘れないプロジェクトスタート　Think the Earth基金を忘れない基金として継続　
　　　　　トヨタマーケティングジャパン「AQUA SOCIAL FES!!」スタート
2013年　『グリーンパワーブック　再生可能エネルギー入門』発行　「グリーンパワースクール」ウェブサイト制作
2014年　『続・百年の愚行』発行（クラウドファンディングにて実現）
2015年　 単位展＠21_21でDESIGN SIGHT に『1秒の世界』の映像作品を展示
　　　 　  百年の愚行展＠千代田アーツ3331　開催　　
　　　    「みずのがっこう 海編」開催
2016年　百年の愚行展＠都造形芸術大学ギャルリ・オーブ　開催